# Aurum Geyser
Aurum Geyser is een conusgeiser in het Upper Geyser Basin van Yellowstone National Park.

## Uitbarsting
Een uitbarsting van Aurum Geyser duurt ongeveer 90 seconden en kan een hoogte van 4 tot 8 meter bereiken. Na ongeveer een minuut bereikt de geiser zijn hoogste punt.
Soms kan er na 5 tot 10 minuten na de eerste uitbarsting nog een uitbarsting zijn, die veel kleiner is.

## Tijd tussen uitbarstingen
Tijdens de late herfst en vroege zomer is de tijd tussen twee uitbarstingen ongeveer 2,5 tot 4 uur. In de late zomer tot vroege herfst is de tijd tussen uitbarstingen veel groter, met tijden die 3 tot meer dan 14 uur kunnen zijn. Een van de theorieën is dat de geiser wordt beïnvloed door de grasvelden achter de geiser. Als de grasvelden achter de geiser nat zijn, met staand water, is er meestal een korte tijd tot de uitbarsting. Wanneer de grasvelden achter de geiser droog zijn, is de tijd tot een uitbarsting langer.
Tijdens de zomer kan de geiser toch een tijd tussen twee uitbarstingen hebben die passen bij het gedrag in de winter. Dit komt meestal voor wanneer er kort geleden een zware regenbui is gevallen.

## Geschiedenis
De geiser heeft zijn naam gekregen door de kleur van de binnenkant van de opening. Dit komt door ijzeroxiden.
Voor de Borah Peak-aardbeving in 1983 was Aurum Geyser een doorlopende spuiter die een hoogte kon bereiken van 60 centimeter. Echte uitbarstingen waren zeldzaam. Na de Borah Peak-aardbeving is de geiser actief gebleven, met een korte onderbreking in 1988.